# Базилівський Микола Пимонович
Микола Пимонович Базилівський (Базилевський) (нар. 20 липня 1909, Суботів — пом. 25 липня 1993, Київ) — український публіцист, літературознавець, театрознавець; член Спілки журналістів України з 1968 року.

## Біографія
Народився 7 [20] липня 1909 року в селі Суботові[джерело?] Чигиринського повіту Київської губернії Російської імперії (нині Черкаський район Черкаської області, Україна).
В роки Голодомору 1932—1933 років працював директором школи, в якій, рятуючи дітей, спеціально організував гарячі сніданки для учнів. Їжу готував з висівок. Через це змушений був переховуватись від переслідувань НКВС[джерело?].
1938 року закінчив Київський університет імені Тараса Шевченка. До радянсько-німецької війни викладав у Київському університеті. Під час війни був мобілізований до лав Червоної армії і брав участь в обороні Києва від німецько-фашистських загарбників. Потрапив в оточення та змушений був переховуватися на окупованій німцями території[джерело?].
Після війни працював помічником Павла Тичини. Був арештований радянськими репресивними органами за звинуваченням в українському буржуазному націоналізмі. Проте, через рік був звільнений за клопотанням Миколи Бажана і за вказівкою Микити Хрущова[джерело?].

Могила Миколи Базилівського, Байкове кладовище

Протягом 1950—1954 років працював завідувачем літературною частиною Київського драматичного театру імені Івана Франка. Потім перейшов на викладацьку роботу (доцент) на факультет журналістики Київського державного університету. У роки хрущовської відлиги активно спіпрацював з студентськими організаціями шістидесятників та їх окремими представниками. Був науковим керівником дипломної роботи Чорновола В'ячеслава.
Після початку репресій змушений піти з університету та перейти на роботу в редакцію Української радянської енциклопедії під керівництвом Миколи Бажана.
Помер через п'ять днів після 84-го дня народження 25 липня 1993 року. Похований разом з родиною у Києві на Байковому кладовищі (ділянка № 49а, 50°25′1.83″ пн. ш. 30°30′4.98″ сх. д. / 50.4171750° пн. ш. 30.5013833° сх. д.).

## Творчість
Літературну діяльність розпочав з 1925 року, публікував статті, розвідки з питань літератури та мистецтва: «„Живописна Україна“ в критиці й мистецтві», «Рєпін і Україна», «Мости дружби» (про українсько-грузинські театральні зв'язки), «Італійське відлуння» (про українсько-італійські літературно-мистецькі зв'язки), «Іван Франко і театр».
Автор нарисів про Панаса Саксаганського, Дніпрову Чайку, Всеволода Чаговця, Амвросія Бучму, Гната Юру, Юрія Шумського, Мар'яна Крушельницького, Наталю Ужвій, Олексія Ватулю, Петра Сергієнка, Григорія Нудьгу, Юрія Меженка, Євгена Пономаренка, Віктора Добровольського та спогалів про Максима Рильського, Андрія Малишка.
В останні роки свого життя займався дослідженням творчості Лесі Українки в частині її перебування на Кавказі. Відкрив нові сторінки в шевченкознавстві («Тарас Шевченко та Август Харамбачиш», «Тарас Шевченко та Айра Олдрідж»).